# Tribu Pascua Yaqui
La tribu Pascua Yaqui és una tribu reconeguda federalment dels amerindis yaquis al sud d'Arizona. Els avantpassats de la tribu es van establir procedents de Mèxic prop de Nogales i al sud de Tucson. En el segle xix la tribu va començar a expandir-se als assentaments al nord de Tucson, en una àrea que van anomenar Pascua Village, i a Guadalupe, prop de Tempe. Foren reconeguts pel govern federal dels Estats Units el 18 de setembre de 1978.

## Història
En 552 els yaquis vivien en grups familiars al llarg del riu Yaqui (Yoem Vatwe) al nord del riu Gila, on recollien aliments silvestres del desert caçaven i conreaven blat de moro, fesols i carabasses. Intercanviaven aliments nadius, pells, petxines, sal i altres béns amb molts grups indígenes del centre d'Amèrica del Nord, entre ells els xoixons, comanxes, els pueblo, els pimes, asteques i tolteques. Durant l'època precolombina eren fonamentalment nòmades i a vegades s'instal·laven entre altres grups indígenes com els zunis. En cas de contacte amb els no nadius, els yaquis va entrar en un conflicte gairebé constant de quatre segles amb els espanyols i posteriorment amb Mèxic, període conegut com les Guerres Yaquis, que va acabar en 1929. Les guerres van impulsar molts yaquis a emigrar a Arizona.

## La reserva
El 1964 el congressista Morris K. Udall va introduir un projecte de llei al Congrés per a la transferència a la tribu de 202 acres (0,82 km²) al sud-oest de Tucson. El projecte de llei va ser aprovat l'agost de 1964 i es va formar l'Associació Pascua Yaqui, una corporació sense ànim de lucre d'Arizona, per a rebre el títol de propietat de la terra per part del govern federal. El 18 de setembre de 1978, la Tribu Pasqua Yaqui d'Arizona va ser reconeguda federalment, tot i que no foren reconeguts com a tribu històrica fins al 1994. En 1988 van aprovar la seva primera constitució.
La reserva índia Pascua Yaqui (32° 06′ 51″ N, 111° 04′ 40″ O / 32.11417°N,111.07778°O) is troba al comtat de Pima (Arizona), a la part sud-oest de l'àrea metropolitana de Tucson, enmig de les comunitats suburbanes de Drexel Heights i Valencia West, i al costat de la secció oriental de la reserva índia Tohono O'odham, coneguda com a reserva índia San Xavier. Té una superfície de 4,832 km² (1,8657 milles quadrades, o 1,194 acres), i una població resident de 3.315 persones segons el cens del 2000, dels quals el 90% són amerindis. La comunitat és governada per un cap tribal, un sotscap i un consell tribal de nou membres. El consell té un cos de policia i un cos de bombers propis.

## Religió
Encara que ara es basa en els ensenyaments cristians, principalment en el catolicisme, la cultura Pasqua Yaqui s'ha mantingut rica en elements nadius amerindis. La tribu ha acceptat la integració política en la societat nord-americana, però ha conservat la seva antiga forma de vida religiosa i cultural.
El poble yaqui han utilitzat les tradicions orals per passar la seva història d'una generació a la següent. Aquesta és la història dels yaqui segons ha dit Ernesto Quiroga Sandoval, historiador de la Tribu Pasqua Yaqui:
"El Creador va fer els animals de l'oceà i va permetre a alguns a emergir a terra. Alguns van evolucionar en un curt forma humana: els Surem. Aquests són els primers avantpassats dels yaquis. Els Surem van viure un temps fora de la ment i eren gent amants de la pau que no tenien necessitat d'un govern. La vida al desert de Sonora era d'una perfecció harmònica per als Surem fins que Déu va parlar a través d'un petit arbre i va profetitzar sonre noves tècniques d'horticultura, el cristianisme, invasors salvatges, i la desunió. Als Surem els van espantar algunes parts d'aquest missatge i es transformaren en un poble agrícola més alt i defensiu anomenat Yaquis (Hiakim) o Yo'emem (el poble)"

## Economia
El govern tribal és el major ocupador a la reserva. A més d'una botiga de fumar i una botiga d'artesania, la tribu gestiona el Casino of the Sun, que inclou màquines escurabutxaques, bingo, restaurants, jocs i dona feina a més de 600 empleats. Aquest casino, segona propietat de joc de la tribu, va obrir al novembre de 2011 i ha ofert 550 llocs de treball addicionals a la reserva i a la Comunitat de Tucson. Quan s'obri l'expansió de Casino of the Sun es proporcionaran uns altres 700 llocs de treball a la comunitat.

## Govern
El consell tribal es compon d'onze funcionaris electes. Els Pascua yaquis tenen un estatut similar al d'altres tribus natives americanes dels Estats Units. Aquest estatut fa que els yaqui tinguin dret a serveis específics que el govern federal dels Estats Units ofereix als pobles nadius americans que han patit la pèrdua de terres.
Yaqui Times, un noticiari assistit pel govern dels EUA, també ajuda a mantenir informada la gent de la Tribu Pascua Yaqui.
Per a ser reconegut membre de la tribu Pascua Yaqui s'exigeix un quàntum de sang d'almenys una quarta part de sang yaqui. El sistema legal Pascua Yaqui no dona cap concessió en quàntum per a una altra sang tribal (per exemple, una persona amb un vuitè de sang yaqui, un vuitè de sang Tohono O'odham, i un vuitè maricopa no pot ser acceptada com a membre d'alguna d'aquestes tribus i en general no es considera per la llei Pasqua Yaqui o dels Estats Units com a "natiu americà").

## Notable membres de la tribu
- Loretta Alvarez, llevadora